# Филипп (пфальцграф Нойбурга)
Филипп Сварливый (нем. Philipp der Streitbare; 12 ноября 1503, Гейдельберг — 4 июля 1548, Гейдельберг) — пфальцграф Нейбурга в 1505—1541 годах.

## Биография

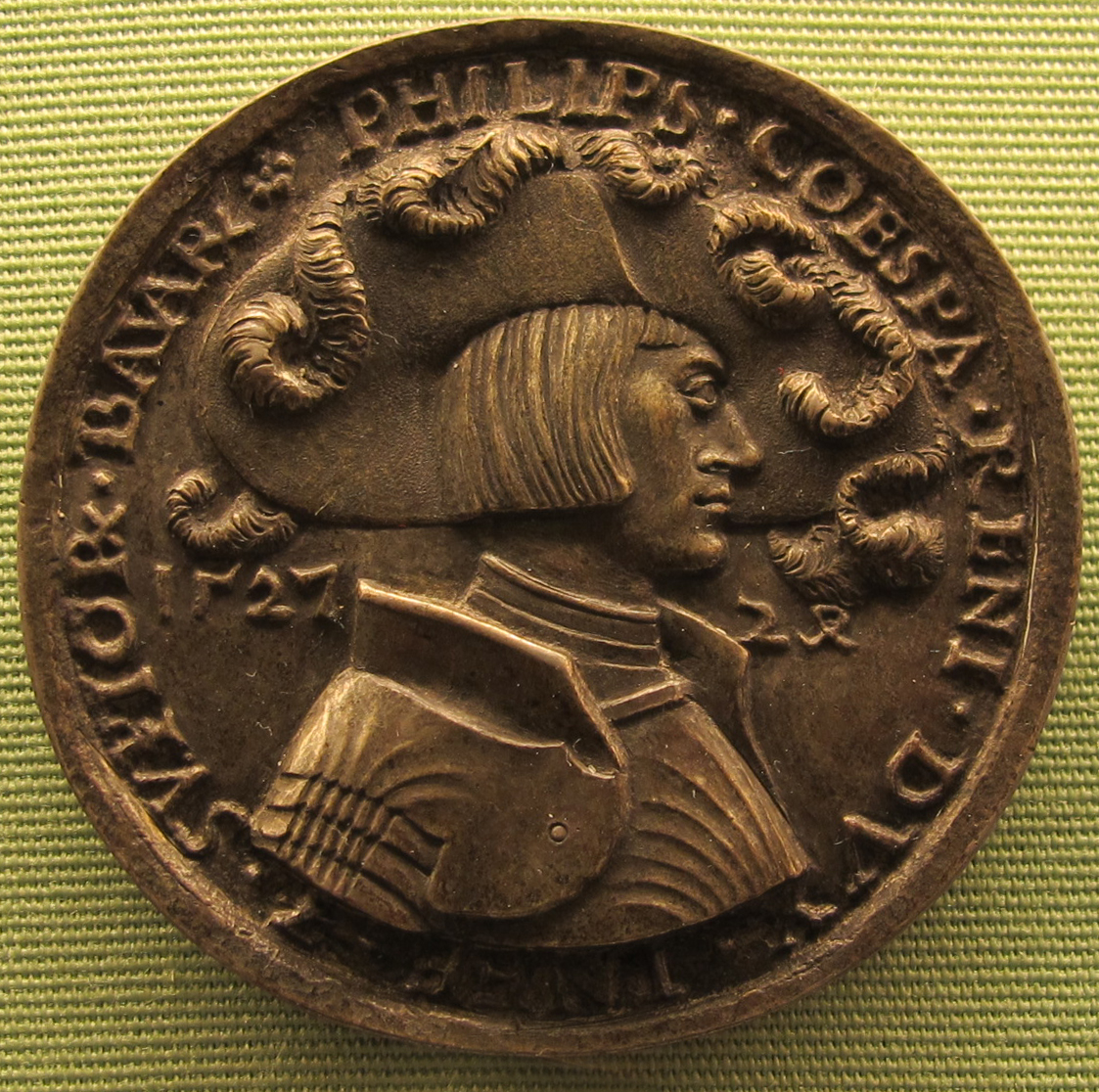
Медальон с изображением Филиппа Пфальц-Нейбургского, 1527 г.

Младший сын Рупрехта Пфальцского (1481—1504) и Елизаветы (1478—1504), дочери герцога Баварии Георга.
Столкнувшись с имперским законодательством и договором о наследовании с баварско-мюнхенскими герцогами, герцог Георг попытался передать Баварско-Ландсхутское герцогство своей дочери Елизавете. Это привело к Войне за ландсхутское наследство в 1503 году, в которой силы Елизаветы и её мужа Рупрехта были разбиты. Елизавета и Рупрехт скончались почти одновременно осенью 1504 года. В ходе арбитража в Кёльне в 1505 году император Максимилиан I присудил сыновьям Елизаветы, Отто Генриху и Филиппу, небольшое государство, известное как Пфальц-Нейбург (с территорий Нижней Баварии) в качестве компенсации за территориальные потери. Филипп управлял этой территорией вместе со своим старшим братом герцогом Отто Генрихом.
В 1529 году он успешно воевал с турками во время осады Вены во главе двух полков, а два года спустя стал рыцарем ордена Золотого руна.
8 декабря 1539 года Филипп посетил двор короля Англии Генриха VIII в надежде получить руку дочери короля, леди Марии Тюдор. Этот потенциальный брак был частью планов короля Генриха о союзе с протестантскими германскими князьями против императора. Несмотря на выгодный политический союз Филиппу искренне нравилась леди Мария. Они встретились 17 декабря в Хертфордском замке, где он подарил ей подарок и поцеловал. Такое удачное знакомство дало надежду на скорую свадьбу, и большинство английских дворян ожидали объявление о помолвке.
Однако король Генрих не разрешил им пожениться из-за того, что герцог был в родстве с его супругой, королевой Анной Клевской. Он был её троюродным братом как по отцовской, так и по материнской линии; их общими предками были курфюрст Саксонии Фридрих II и Маргарита Австрийская.
Удивительно, но несмотря на различные религиозные взгляды, леди Мария была благосклонна к герцогу. Филипп позже был выслан обратно в своё герцогство и свадьба не состоялась. Филипп посещал Англию ещё три раза, но ему довелось увидеть леди Марию ещё лишь единожды.